# S/S Norma
S/S Norma var ett svenskt lastfartyg. Det förvärvades i september 1921 av det nystartade företaget Rederi AB Höganäs. Fartyget, s/s Tico byggdes 1920 i Stavanger för rederiet Haugesund i Norge. Världskriget var slut och det blev dåliga tider för fraktsjöfarten. Tico togs ur seglation redan efter tre månader och köpeskillingen var endast 675 000 norska kronor. Till förste befälhavare utsågs sjökapten John Lindau.
År 1931 byggs den öppna styrhytten om vid Öresundsvarvet i Landskrona. Efter nära 40 år i tjänst såldes fartyget till AB Persöner i Ystad för upphuggning.